# Асай
Асай (*д/н —413) — цариця Кавказької Албанії у 399—413 роках.

## Життєпис
Походила з династії Сасанідів, але кого саме з шахіншахів Персії — існують різні версії (найбільш імовірно, Шапура III). Вийшла заміж за Сатоя, царя Кавказької Албанії. Після загибелі чоловіка у 399 році у війні з гунами стала царицею. Втім, фактично керували перські радники. Перенесла столицю з Кабали до Чури. Дотримувалася союзу з шахіншахом Єздигердом I. Померла у 413 році. Їй спадкував син Евсаген.